# هينريتش مارك
هينريتش مارك (بالإستونية: Heinrich Mark)‏ هو محامي وسياسي إستوني، ولد في 1 أكتوبر 1911 في إستونيا، وتوفي في 23 أغسطس 2004 في ستوكهولم في السويد. انتخب رئيس وزراء إستونيا (8 مايو 1971 – 1 مارس 1990).